# 嶂背站
嶂背站是一个属于深圳地铁14号线的地铁车站，位于中华人民共和国广东省深圳市龙岗区龙城街道中国医学科学院肿瘤医院深圳医院（下称肿瘤医院）后。
本站于2022年10月28日随深圳地铁14号线一同正式启用。

## 车站结构
嶂背站为地下二层3米侧式车站，是深圳地铁线网中站台最狭窄的车站。站台通过每边各三台扶手电梯和一台垂直电梯组成的通道连通站厅。
为缩短工期，本站施工时创新性地使用了大盾构扩挖小盾构工法，使得本站车站站台截面呈圆形，形似一些分离式岛式站台车站，但由于属于侧式站台，没有分离式岛式站台常设的联络通道。
由于扩挖大盾构半径的限制，本站站台较一般的侧式车站狭窄很多，这使得本站站台容量很低。不过由于本站周围仅有肿瘤医院，与嶂背片区的联络通道也尚未开工，故现时足够使用。

### 楼层
| 地面              | 14号线站厅 | 出入口、售票机、客务中心、车站控制室                                                                                            |
| 地下二层          | 14号线月台 | \| 側式 · 開右邊车门 \| \| \| \| \| \| 14號線往岗厦北（大运） \| \| \| \| 14號線往沙田（南约） \| \| 側式 · 開右邊车门 \| \| \| |
| 側式 · 開右邊车门 |            | |
|                   |            | 14號線往岗厦北（大运） |
|                   |            | 14號線往沙田（南约） |
| 側式 · 開右邊车门 |            | |

- （往岗厦北）
- （往沙田）

### 出入口
嶂背站共设有二个出入口，均设置于地面层。
| 出口编号及设施             | 主出口图片 | 建议前往的目的地 |
| -------------------------- | ---------- | ---------------- |
| 出口 · A · 同层            |            | 肿瘤医院         |
| 出口 · B · 盲道标志 · 同层 |            | 肿瘤医院         |
| 註： 設有 \| 設於同一層    |            |                  |

### 车站艺术

#### 设计风格
车站整体设计以“穿越彩虹”为主题，契合嶂背站结构特殊性，采用裸装设计，直接在盾构管片基础上施以多色涂料而成，充满动态的活力与乐趣。

### 文化艺术品
| 站厅壁画      |
| ------------- |
|               |
| 《》 艺术家： |

## 历史

### 规划与建设
2018年3月，深圳市地铁集团有限公司发布《深圳市城市轨道交通14号线工程环境影响报告书》，但其中并不包含本站。
2020年1月，经深圳市人民政府常务会议决定，深圳地铁14号线一期工程新增本站，工程名为肿瘤医院站。
2021年1月25日，嶂背站小里程最后一幅地连墙完成浇筑。
2022年4月22日，深圳市规划和自然资源局发布《关于〈深圳市轨道四期相关线路站名规划〉批准方案的公告》，其中本站改名为嶂背站，理由是本站位于嶂背片区。
2022年10月28日，本站随深圳地铁14号线一同启用。

## 未来发展

### 穿山通道完工
现时嶂背站因位于嶂背郊野公园靠近肿瘤医院一侧，距离传统的嶂背片区一山之隔，居民乘车较为不便。
在嶂背站设计时，曾有规划一条穿山通道连接嶂背片区与嶂背站，但截至车站开通时并未开工。

## 接駁交通

### 公共汽车
| 嶂背地铁站（近B出入口） | 嶂背地铁站（近B出入口） | 嶂背地铁站（近B出入口） | 嶂背地铁站（近B出入口） | 嶂背地铁站（近B出入口） |
| 编号                    | 路线                    | 路线                    | 路线                    | 备注                    |
| ----------------------- | ----------------------- | ----------------------- | ----------------------- | ----------------------- |
| B867                    | 嶂背地铁站              | ↺                       | 联城广场                | 平峰期为定时班车        |

列表更新于2023年4月13日，以车站站牌显示为准。

## 相关图像
- 站厅
- 站台①
- 站台②
- 站名书法字